# Knut Göran Knutsson
Knut Göran Knutsson, född 20 januari 1918 i Engelbrekts församling i Stockholm, död i mars 2011, var en svensk ingenjör och affärsman.
Knut Göran Knutsson är son till direktören Karl Knutsson och Dagmar Rathsman. Han studerade vid de tekniska högskolorna i Berlin och Zürich och tog diplomingenjörsexamen 1941. Han grundade Ingenjörsfirman K G Knutsson AB 1946, sedermera handelsföretaget KGK ett svenskt grossistföretag inom fordonsindustrin och marina tillbehör. 
Knut Göran Knutsson engagerade sig bland i att bevarandet av ångfartyg och ägde för detta ändamål Ångfartygsaktiebolaget Stockholms Omgifningar. Detta bolag har bland annat köpt och renoverat S/S Fritiof och S/S Motala Express.